# Pseudokatianna campbellensis
Pseudokatianna campbellensis är en urinsektsart som beskrevs av John Tenison Salmon 1949. Pseudokatianna campbellensis ingår i släktet Pseudokatianna och familjen Katiannidae. Inga underarter finns listade i Catalogue of Life.